# Ipswich
Ipswich ist eine Großstadt mit ca. 150.000 Einwohnern in der Grafschaft Suffolk in East Anglia, England.

## Lage und Klima

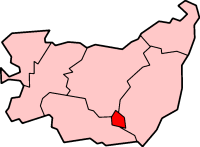
Lage Ipswichs in Suffolk

Die Gegend um Ipswich

Ipswich liegt etwa 135 km (Fahrtstrecke) nordöstlich von London im Bereich der Mündung des Flusses Orwell in die südliche Nordsee; die Universitätsstadt Cambridge ist etwa 87 km in westlicher Richtung entfernt. Das Klima ist gemäßigt und wird in hohem Maße von der Nordsee beeinflusst; Regen (ca. 800 mm/Jahr) fällt übers Jahr verteilt.

## Wirtschaft
Ipswich hat bis heute einen Handelshafen, in dem jährlich mehrere Millionen Tonnen Frachtgut umgeschlagen werden.

## Geschichte
Bei archäologischen Ausgrabungen wurden steinzeitliche, eisenzeitliche und römische Funde gemacht. Die angelsächsische Siedlung ist als Gippeswic (latinisiert wohl von Gippevicum oder Gypsuicum) überliefert. Das zugehörige, in den Jahren 1906/1907 von Nina Layard ausgegrabene Gräberfeld mit etwa 162 Körper- und 12 Feuerbestattungen aus dem 6. und 7. Jahrhundert an der Allenby Road wurde überbaut. Es gibt zwei bemerkenswerte Horte, die in Ipswich gefunden wurden. Der erste, 1863 entdeckte, war einer von angelsächsischen Münzen. Der zweite war ein Hort von sechs goldenen Torques, der 1968 und 1969 entdeckt wurde und aus der Eisenzeit stammt.
König Johann Ohneland verlieh der Ortschaft im Jahr 1200 die Stadtrechte. In den darauffolgenden vier Jahrhunderten entwickelte die Stadt einen lebhaften Handel von Suffolk cloth mit dem europäischen Kontinent. Um das Jahr 1380 persiflierte Geoffrey Chaucer die Kaufleute von Ipswich in den Canterbury Tales. In Ipswich befand sich eine Niederlassung der Hanse. Kardinal Thomas Wolsey, Sohn eines Fleischers, wurde um 1475 in Ipswich geboren; er gründete 1528 das College der Stadt. Im Jahr 1555 wurden die „Märtyrer von Ipswich“ als Protestanten wegen ihres Glaubens verbrannt. Von 1611 bis 1634 wurden von Ipswich aus der Großteil der Auswanderer in die Neue Welt verschifft. Dies geschah durch die Organisation der Brüder Samuel und Nathaniel Ward. In Massachusetts wurde eine gleichnamige Stadt gegründet. Die Stadt verfügt seit 1746 über eine Brauerei, die Greene King Brewery.

## Sehenswürdigkeiten
- Das Ipswich Museum zeigt archäologische Schätze, wie Repliken des Mildenhall-Schatzes und des Sutton-Hoo-Schatzes. Weiterhin Waffen und Kunsthandwerk der frühzeitlichen Sachsen.

## Politik

### Stadtrat
- Greens: 0
- Labour: 38
- LibDem: 3
- Cons.: 7
- Unabh.: 0
- Sonst.: 0

Nächste Wahl: 7. Mai 2026

## Städtepartnerschaften
Ipswich ist verschwistert mit Arras in Frankreich und Nettuno in Italien. Daneben unterhält es seit 2015 eine Partnerschaft mit dem chinesischen Wenzhou.

## Sonstiges
- Die Maler John Constable und Thomas Gainsborough lebten und arbeiteten in Ipswich.
- Im Jahr 1835 verbrachte Charles Dickens hier einige Zeit und ließ seine Erinnerungen in den Roman Die Pickwickier einfließen.
- Der erste Rasenmäher der Welt wurde 1832 in Ipswich produziert.

Ende des Jahres 2006 wurden fünf Frauenleichen in Ipswich entdeckt, die als drogensüchtige Prostituierte identifiziert wurden. Da sie allesamt innerhalb von zehn Tagen im Umkreis von 15 km tot aufgefunden wurden, vermutete die Polizei, dass es sich um einen Serienmord handele. Es kam zu einer weltweit Aufsehen erregenden Fahndungsaktion der britischen Polizeibehörden und schließlich wurde Steven Wright zu lebenslanger Freiheitsstrafe verurteilt.

## Sport
Der örtliche Fußballclub ist Ipswich Town. Der American-Footballverein Ipswich Cardinals wurde 1990 britischer Meister. Das Speedway-Team der Ipswich Witches startet in der britischen Speedway Premier League. Es gehört zu den bekanntesten und traditionsreichsten britischen Speedway-Clubs. In Ipswich werden auch diverse Banger-Racings ausgetragen.

## Persönlichkeiten
Söhne und Töchter der Stadt:
- Thomas Wolsey (um 1475–1530), Staatsmann und römisch-katholischer Kardinal
- Clara Reeve (1729–1807), Schriftstellerin
- Sarah Trimmer (1741–1810), Autorin
- Charles Stoddart (1806–1842), Diplomat
- Josiah Wood Whymper (1813–1903), Holzstecher, Illustrator und Aquarellmaler
- William Allen Miller (1817–1870), Chemiker
- Edward Maitland (1824–1897), Autor und Theosoph
- Thomas Spencer Cobbold (1828–1886), Mediziner, Zoologe und Parasitologe
- Barclay Vincent Head (1844–1914), Numismatiker
- Malcolm Guthrie (1903–1972), Linguist
- Bernie Ecclestone (* 1930), Automobilsport-Funktionär und Unternehmer
- Ian Hendry (1931–1984), Schauspieler
- Humphrey Maris (* 1939), Festkörperphysiker und Hochschullehrer
- Trevor Nunn (* 1940), Theater- und Filmregisseur
- Clare Douglas (1944–2017), Filmeditorin
- Jane Lapotaire (* 1944), Film- und Theaterschauspielerin
- Jon Sammels (* 1945), Fußballspieler
- Ian Storey-Moore (* 1945), Fußballspieler und -trainer
- John Mayhew (1947–2009), Schlagzeuger (Genesis)
- Ken Dowsing (* 1950), 2D-Animator, Filmregisseur, Autor, Maler und Filmproduzent
- Brian Talbot (* 1953), Fußballspieler und -trainer
- Peter Wall (* 1955), Offizier, General, Chef des Generalstabes der British Army
- Keith Deller (* 1959), Dartspieler und ehemaliger BDO-Weltmeister
- Ralph Fiennes (* 1962), Schauspieler
- Lorraine Baker (* 1964), Mittelstreckenläuferin
- Mervyn King (* 1966), Dartspieler
- Ruel Fox (* 1968), montserratischer Fußballspieler und -trainer
- David Gauke (* 1971), Rechtsanwalt und Politiker (Conservative Party)
- Karen Sharp (* 1971), Jazzmusikerin
- Kelly Overett (* 1972), Sängerin und Tänzerin (Eurodance-Formation Cappella)
- Spencer Wilton (* 1973), Dressurreiter
- Richard Wright (* 1977), Fußballspieler
- Kieron Dyer (* 1978), Fußballspieler
- Titus Bramble (* 1981), Fußballspieler
- Craig Fallon (1982–2019), Judoka
- Aneil Karia (* 1984), Filmproduzent und -regisseur
- Nye Oakley (* 1985), Sänger und Tänzer (Lexington Bridge)
- Sam Claflin (* 1986), Schauspieler
- Liam Trotter (* 1988), Fußballspieler
- Rupert Svendsen-Cook (* 1990), Automobilrennfahrer
- Barns Courtney (* 1990), Musiker
- Ryan Meikle (* 1996), Dartspieler
- Lucy Turmel (* 1999), Squashspielerin
- Harry Clarke (* 2001), Fußballspieler
- Kylie Bilchev (* 2003), Tennisspielerin
- Nandi Bushell (* 2010), Schlagzeugerin

Personen mit Beziehung zur Stadt:
- John Constable (1776–1837), Maler; lebte und arbeitete in Ipswich
- Thomas Gainsborough (1727–1788), Maler; lebte und arbeitete in Ipswich
- Charles Dickens (1812–1870), Schriftsteller: 1835 Aufenthalt in Ipswich; ließ Erinnerungen an diese Zeit in seinen ersten Roman Die Pickwickier einfließen
- Flora Sandes (1876–1956), britische Krankenschwester und Soldatin; starb in Ipswich
- Nik Kershaw (* 1958), Singer-Songwriter; wuchs in Ipswich auf